# Tetragnatha reni
Tetragnatha reni este o specie de păianjeni din genul Tetragnatha, familia Tetragnathidae, descrisă de Zhu, Song și Zhang în anul 2003. Conform Catalogue of Life specia Tetragnatha reni nu are subspecii cunoscute.